# 邁基夫
50°31′30″N 26°47′16″E / 50.52500°N 26.78778°E
邁基夫（烏克蘭語：Майків）是位於烏克蘭西北部里夫內州裏里夫內區的村莊，始建於1577年，面積2.18平方公里，海拔高度234米，2001年人口679，人口密度每平方公里311.5人。